# Chafford Hundred
Chafford Hundred – miejscowość w Anglii, w hrabstwie ceremonialnym Essex, w dystrykcie (unitary authority) Thurrock, budowana od 1989. Leży 30 km na południowy zachód od miasta Chelmsford i 30 km na wschód od centrum Londynu. W 2006 miejscowość liczyła 13 466 mieszkańców.